# Šanac, Kruševac
Šanac (izvirno srbsko Шанац) je naselje v Srbiji, ki upravno spada pod Občino Kruševac; slednja pa je del Rasinskega upravnega okraja.

## Demografija
V naselju živi 979 polnoletnih prebivalcev, pri čemer je njihova povprečna starost 44,8 let (43,8 pri moških in 45,8 pri ženskah). Naselje ima 298 gospodinjstev, pri čemer je povprečno število članov na gospodinjstvo 3,87.
To naselje je, glede na rezultate popisa iz leta 2002, večinoma srbsko. 
|  |

| Demografija | Demografija     | Demografija     |
| Leto        | Št. prebivalcev | Št. prebivalcev |
| ----------- | --------------- | --------------- |
|             |                 |                 |
|             |                 |                 |
|             |                 |                 |
|             |                 |                 |
| 1948        | 1297            |                 |
| 1953        | 1387            |                 |
| 1961        | 1376            |                 |
| 1971        | 1343            |                 |
| 1981        | 1351            |                 |
| 1991        | 1285            | 1279            |
| 2002        | 1177            | 1153            |
|             |                 |                 |

| Etnična sestava po popisu iz leta 2002 | Etnična sestava po popisu iz leta 2002 | Etnična sestava po popisu iz leta 2002 | Etnična sestava po popisu iz leta 2002 | Etnična sestava po popisu iz leta 2002 |
| -------------------------------------- | -------------------------------------- | -------------------------------------- | -------------------------------------- | -------------------------------------- |
| Srbi                                   | Srbi                                   |                                        | 1.132                                  | 98,17%                                 |
| Romi                                   | Romi                                   |                                        | 19                                     | 1,64%                                  |
| Neznano                                | Neznano                                |                                        | 2                                      | 0,17%                                  |